# خانه بلورچیان
خانه بلورچیان (شمس) مربوط به دوره قاجار است و در تبریز، خیابان ارتش جنوبی، اول کوچه صدر واقع شده و این اثر در تاریخ ۲۵ اسفند ۱۳۷۹ با شمارهٔ ثبت ۳۱۱۳ به‌عنوان یکی از آثار ملی ایران به ثبت رسیده است.